# Test microélectronique
Cet article concerne le test de composants microélectroniques. Plusieurs points seront développés :
- Pourquoi tester les composants
- Lien entre le design et le test
- Différents tests appliqués aux composants

## Raison du test de composants
Les composants microélectroniques comportent de nombreuses étapes de fabrication. Pour la plupart ces étapes sont effectuées dans des salles blanches à des échelles de plus en plus petites. Les recettes de fabrication sont complexes. Pour cette raison un certain nombre de composants ainsi fabriqués ne correspondent pas au cahier des charges ; ils doivent donc exclus.
Prenons l'exemple d'un ordinateur. Admettons que chaque composant soit produit avec un taux de réussite de 99 %. Cela veut dire que 99 composants sur 100 sont bons. Mais si dans l'ordinateur on a maintenant un processeur, deux composants de RAM, une ROM, un chip vidéo et 5 capas de découplage, cela fait 10 composants. Le pourcentage d'ordinateurs bons sera donc de 0,99^10 = 0,9 on vient tout à coup avec les mêmes composants de passer de 99 % de bons à seulement 90 % de bons une fois assemblés en moyenne. Je vous laisse compter le nombre de composants dans votre ordinateur et faire le calcul. Sachant que 99 % sans test est une belle utopie pour des composants un peu complexes. Une des raisons du test est donc d'augmenter le nombre de systèmes complexes fonctionnels dès l'arrivée des premiers électrons.

### Exclusion des pièces
Au cours des différents test réalisés certaines pièces présentent des défauts. Tous ces défauts sont classés en catégories. On parle de "Bin", de l'anglais signifiant boîte. Les "bin 1" sont généralement les pièces bonnes. Les autres rejets sont classifiés en bin 2, 3... Ces différentes catégories permettent ensuite d'envisager plusieurs scénarios applicables en production. Par exemple les bin x devront être testés de nouveau car on suspecte que les conditions de test n'ont pas été respectées.

## Lien entre les différents contributeurs au test

### Design avec DFT
DFT = Design for test
Quand : Dans certains cas, un bloc interne tel un band-gap (générateur précis de tension), donne une tension de sortie qui est la référence pour beaucoup de fonctions dans le circuit. Si ce bandgap donne une tension complètement hors de ce qui est attendu, il n'est même pas la peine de continuer le test du composant car toutes les autres fonctions ont très peu de chance de fonctionner correctement. Il est donc utile dans ce cas de pouvoir lire cette tension directement.
Comment : Un mode test est défini, par exemple en envoyant une suite de 1 et 0 sur des pins digitales ou en montant une pin d'entrée au-delà de son seuil normal de fonctionnement. Une fois le mode test activé, la tension interne est routée vers une pin de sortie disponible. Dans le cas d'un bandgap, une adaptation d'impédance est souvent nécessaire pour pouvoir lire la valeur sans trop la perturbée. Et ensuite il suffit de vérifier que la valeur correspond à la spécification du produit.
Souvent le design for test donne d'ailleurs lieux a une spécification complémentaire contenant des paramètres non visibles de l'extérieur.

## Catégories de test appliqués

### Différents niveaux de test

#### Test surwafer
Dans certains cas, le coût de l'assemblage d'une puce dans un boîtier étant non négligeable il est dommage d'assembler des puces que l'on va rejeter plus tard. Par exemple, dans le cas où un boitier contient plusieurs puces, si l'une est détectée défectueuse après l'assemblage alors plusieurs pièces sont perdues ainsi que le boîtier et le coût d'assemblage. Dans ce cas il est donc plus avantageux de tester les composants avant de scier les wafers. Les composants à rejeter seront par exemple marqués d'un point noir ou leur position sur le wafer sera enregistrée dans une carte qui sera transmise à l'assemblage pour n'assembler que les bons composants.
Cette technique de test sur wafer amène d'autres avantages. Notamment la détection de problèmes de fabrication arrive plus précocement dans le processus de production des composants.
Mais dans le cas de composants bon marché les pièces ne sont généralement pas testées à l'état de wafer.
Dans le jargon de la microélectronique, tester des puces au niveau du wafer est familièrement appelé "prober"

#### Test sur composants de production
Le test de production est un test plus ou moins complet dont l'objectif est d'aller vite et donc de couter le moins possible tout en supprimant les pièces mauvaises. Le but à la fin est de ne livrer que des pièces bonnes au client à partir d'un lot de pièces dont on sait que certaines seront mauvaises. Sur les testeurs modernes les composants sont testés avec un parallélisme de plus en plus élevé. Cela veut dire que l'on test simultanément de plus en plus de composants. Cela permet pratiquement de diviser le temps de test par le nombre de composant en parallèle. Une autre méthode pour réduire le temps de test est d'adapter le composant lui-même au test (DFT voir ci-dessous). Il y a bien d'autres astuces utilisées pour réduire encore ce cout.
Ces composants pendant le test sont manipulés par des machines couramment appelées Handler. Certains handler permettent aussi de tester à des températures supérieures ou inférieures à celles de la pièce. Cela permet de garantir la fonctionnalité des pièces dans une grande gamme de température. Par exemple on cherche à garantir qu'une voiture pourra démarrer en Sibérie mais aussi continuera à rouler après plusieurs heures dans le Sahara sous un soleil de plomb. Pour ce faire il faut tester son électronique de températures basses à des températures de plusieurs dizaines de degrés supérieur aux maximales atteintes dans le désert.